# Unterseeboot 1275
L'Unterseeboot 1275 ou U-1275 est un sous-marin allemand (U-Boot) de type VIIC/41 utilisé par la Kriegsmarine pendant la Seconde Guerre mondiale.
Le sous-marin fut commandé le 13 juin 1942 à Bremen-Vegesack (Bremer Vulkan), sa quille fut posée le 7 juillet 1943, il fut lancé le 8 février 1944 et mis en service le 22 mars 1944, sous le commandement de l'Oberleutnant zur See Hellmut Niss.
L'U-1275 n'a ni coulé, ni endommagé de navire, n'ayant pris part à aucune patrouille de guerre.
Il fut sabordé en mai 1945.

## Conception
Unterseeboot type VII, l'U-1275 avait un déplacement de 759 tonnes en surface et 860 tonnes en plongée. Il avait une longueur hors-tout de 67,20 m, un maître-bau de 6,20 m, une hauteur de 9,60 m et un tirant d'eau de 4,74 m. Le sous-marin était propulsé par deux hélices de 1,23 m, deux moteurs diesel Germaniawerft F46 de 6 cylindres en ligne de 1 400 ch à 470 tr/min, produisant un total de 2 060 à 2 350 kW en surface et de deux moteurs électriques Allgemeine Elektricitäts-Gesellschaft GU 460/8-276 de 375 ch à 295 tr/min, produisant un total 550 kW, en plongée. Le sous-marin avait une vitesse en surface de 17,7 nœuds (32,8 km/h) et une vitesse de 7,6 nœuds (14,1 km/h) en plongée. Immergé, il avait un rayon d'action de 80 nautiques (150 km) à 4 nœuds (7,4 km/h; 4,6 milles par heure) et pouvait atteindre une profondeur de 230 m. En surface son rayon d'action était de 8 500 nautiques (soit 15 700 km) à 10 nœuds (19 km/h).
L'U-1275 était équipé de cinq tubes lance-torpilles de 53,3 cm (quatre montés à l'avant et un à l'arrière) et embarquait quatorze torpilles. Il était équipé d'un canon de 8,8 cm SK C/35 (220 coups), d'un canon de 20 mm Flak C30 en affût antiaérien et d'un canon 37 mm Flak M/42 qui tire à 15 350 mètres avec une cadence théorique de 50 coups par minute. Il pouvait transporter 26 mines TMA ou 39 mines TMB. Son équipage comprenait 4 officiers et 40 à 56 sous-mariniers.

## Historique
Il reçut sa formation de base au sein de la 8. Unterseebootsflottille basé à Danzig jusqu'au 15 février 1945, puis il intégra la 5. Unterseebootsflottille comme navire-école à Kiel jusqu'à son sabordage.
Servant de navire-école pour les équipages, l'U-1275 n'a jamais participé à une patrouille ou à un combat.
Le 3 mai 1945, il est sabordé dans l'alvéole No 5 au chantier naval de Kiel (Deutsche Werke) à la position géographique 54° 19′ N, 10° 10′ O, suivant les ordres de l'Amiral Karl Dönitz (Opération Regenbogen).
L'épave a été renflouée puis démolie après la guerre.

## Affectations
- 8. Unterseebootsflottille du 22 mars 1944 au 15 février 1945 (Période de formation).
- 5. Unterseebootsflottille du 16 février 1945 au 3 mai 1945 (Navire-école).

## Commandement
- Kapitänleutnant Hellmut Niss du 22 mars 1944 au 17 juillet 1944.
- Oberleutnant zur See Günther Frohberg du 18 juillet 1944 au 3 mai 1945.